# Fire Party
Fire Party war eine von 1986 bis 1990 bestehende Post-Hardcore-Band, die nur aus Frauen bestand.

## Geschichte
Zum Jahreswechsel 1986 gründeten die vier Frauen ihre Band, die bis heute zu den wenigen Frauenbands im Hardcore-Punk gehört.
Zudem war die Schlagzeugerin Nicky Thomas eine der wenigen afroamerikanischen Frauen in der Hardcore-Punk / Punk-Szene.
In einem bei Dischord Records veröffentlichten Text heißt es dazu:

“[…] DC's punk underground had produced dozens of bands, but only a handful of the musicians were women. This was not a fair representation of the DC punk community, however, as there were many women active throughout the scene, and this disparity had already become a much discussed topic with the ranks.”

1988, im selben Jahr, indem ihre erste EP veröffentlicht wurde, ging die Band zusammen mit Scream auf Europatour, bei der sie auch vier Konzerte mit That Petrol Emotion in Großbritannien spielten. Danach folgte eine US-Tournee.
Im Frühling 1990 löste sich die Band schließlich auf. Vorher – 1989 – veröffentlichte Dischord Records noch die komplette Diskografie der Band.

## Diskografie
- Fire Party 12" EP (1988, Dischord Records)
- New Orleans Opera (1989, Vinyl und Kassette)
- John Peel Sessions(1989, Dischord Records)
- Complete discography with Peel Sessions (1989, Dischord Records)

### Samplerbeiträge
- State of the Union – Solidaritäts-Sampler von Dischord Records (LP/CD)